# Флаг лужицких сербов
Флаг лужицких сербов является народным флагом лужичан. Как и у значительной части славянских стран, он состоит из панславянских цветов, введённых в 1848 году в Праге на основе русских национальных цветов.

## История
В июне 1848 года на Первом славянском съезде в Праге делегация лужицких сербов объявила своим символом сине-красно-белый флаг. В 1935 году в нацистской Германии этот флаг был запрещён. С 17 мая 1945 года национальная организация лужицких сербов «Домовина» («Родина») снова начала его использовать.
В законодательстве ГДР, где собственно проживали лужичане, не имелось упоминаний о лужицком флаге, но советы Коттбуса и Дрездена разрешили его использование в особых случаях. С 1992-года федеральные земли Саксония, и Бранденбург официально закрепили право лужицких сербов на использование собственного флага